# Krešimir Zubak
Krešimir Zubak (* 25. Januar 1947 in Doboj, SFR Jugoslawien) ist ein kroatischer Jurist und ehemaliger Politiker der Kroaten in Bosnien und Herzegowina, erster Präsident der Föderation Bosnien und Herzegowina sowie Mitglied des Staatspräsidiums von Bosnien und Herzegowina.
Krešimir Zubak wurde in Doboj geboren. 1970 schloss er sein Studium an der Juristischen Fakultät der Universität Sarajevo ab. Die nächsten Jahre arbeitete er als Jurist in einer Baufirma, danach begann er eine juristische Laufbahn. Er begann als stellvertretender Staatsanwalt in Doboj und stieg bis zum Präsidenten des Bezirksgerichts in Doboj auf. Von 1980 bis 1984 war er Justizminister der SR BiH. Danach war er bis 1992 Präsident des Hohes Gerichts von Doboj.
Während der Krieg in Bosnien und Herzegowina wurde seine Familie aus Doboj vertrieben und Zubak ging ins Exil nach Vodice bei Šibenik. Nach seiner Rückkehr in der Herzegowina wurde er zum Justizminister in der Regierung der Kroatischen Republik Herceg-Bosna ernannt. Nachdem der damalige Präsident von Herceg-Bosna, Mate Boban, am 4. April 1994 in Livno als Präsident zurückgetreten war, wurde Zubak zu seinem Nachfolger gewählt. Im folgenden Monat, am 31. Mai, wurde er auf der konstituierenden Versammlung der Föderation Bosnien und Herzegowina zum ersten Präsidenten der Föderation gewählt. Er nahm an den Verhandlungen zum Friedensabkommen von Dayton teil.